# 안난구

안난 구의 위치

안난구(한국어: 안남구, 중국어: 安南區, 병음: Ānnán Qū)는 중화민국 타이난시의 시할구이다. 넓이는 107.2016km2이고, 인구는 2015년 8월 기준으로 189,103명이다.

## 지리
타이난 시의 서남부에 위치한 구로 남쪽으로 안핑 구, 중시 구, 둥 구, 북쪽은 치구 향, 시강 구, 동쪽은 융캉 구, 안딩 구와 접하고 서쪽으로 타이완 해협에 면한다.

## 역사
안난 구의 전신은 타이난 주 신펑 군 안순 장(安順庄)으로 2차 대전 후에는 안순 향으로 개칭되어 타이난 현에 편입되었다. 타이장 내해의 간척이 진행되지 않았을 때에 안난 구의 북변에는 사주가 펼쳐져 있었고 네덜란드 통치 시대에는 다위안(大員, 현재의 안핑 일대)과 함께 타이장 내해의 거점이 세워졌다. 정성공이 타이완에 상륙했던 곳도 안난 구의 루얼 문(鹿耳門)이며 당시 타이완의 중심지였다. 일본 통치 시대에는 안순 장이 설치되어 타이난 주 신펑 군의 관할이 되었다.
1946년 3월 10일에 타이난 시에 편입되어 '안순'과 '타이난'의 지명으로부터 '안난 구'라고 명명되었다.

## 교통
- 국도 8호선

## 같이 보기
- 타이난시